# Nikolaus Knopp (Bürgermeister)
Nikolaus Knopp, auch Nicolaus Knopp (* 10. März 1866 in Aachen; † 4. Februar 1942 in Düsseldorf), war ein deutscher Politiker und Verwaltungsbeamter.

## Leben

### Familie

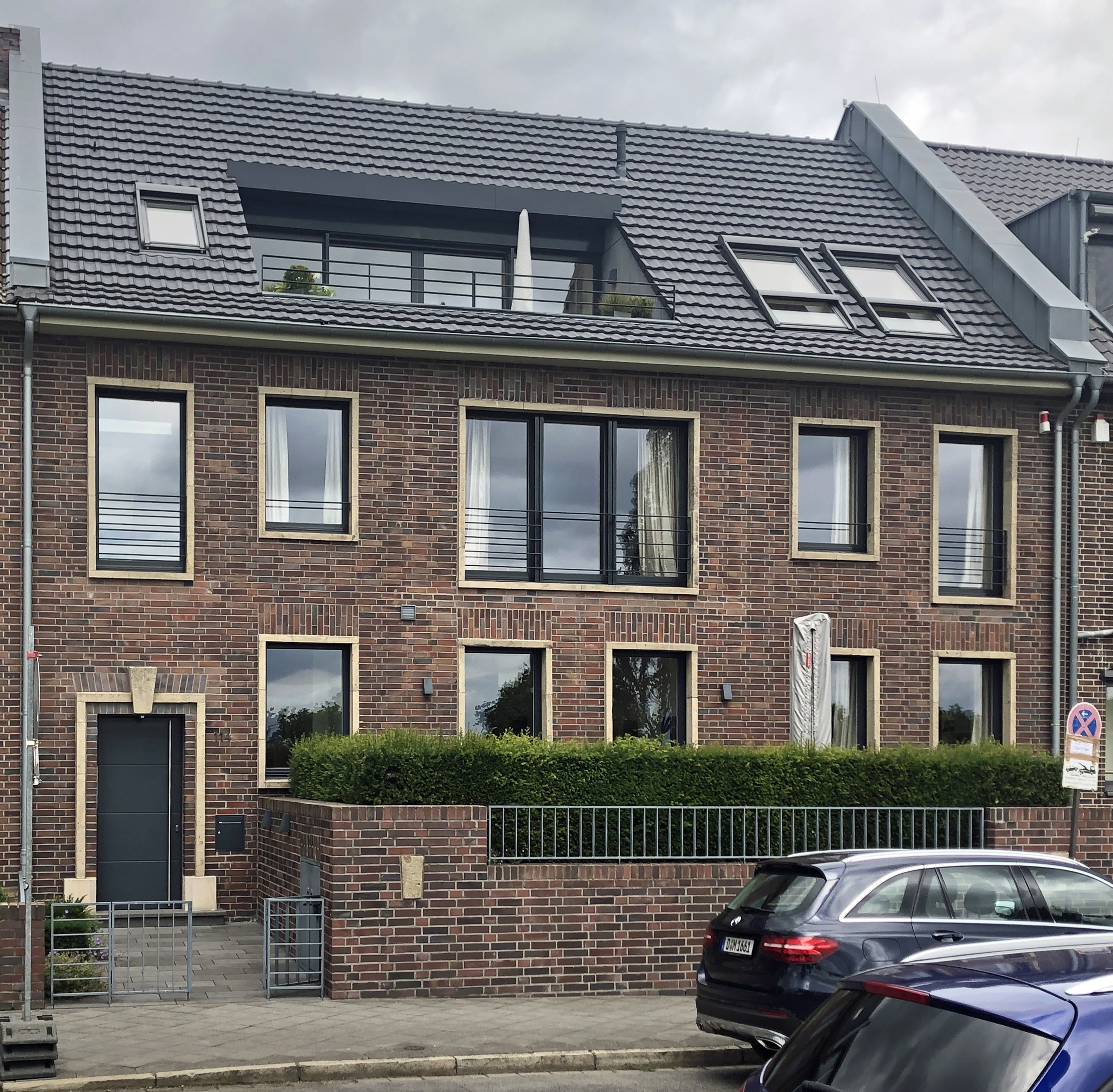
Knopps 1936 errichtetes Wohnhaus Rheinallee 114 im Jahr 2020

Knopp wurde als Sohn des römisch-katholischen Bahnmeisters Nicolaus Knopp (1833–1887) und dessen zweiter Ehefrau Katharina Hoffmann (1843–1919) in Aachen geboren. In erster Ehe war er seit dem 30. Juni 1892 mit Maria Seelig (1867–1897) verheiratet. Diese Ehe blieb kinderlos. In zweiter Ehe heiratete er am 5. September 1901 in Köln-Bocklemünd die Malerin Maria Camilla Haag (1866–1923). Aus dieser Ehe gingen drei Kinder hervor, die Tochter Maria Camilla Catharina (1902–1972) sowie die Söhne Karl Nikolaus „Cola“ Eduard (1903–nach 1978) und Wilhelm „Willi“ Paul Edgar (1905–1978). Letzterer wurde Vater des Historikers Gisbert Knopp. In dritter Ehe heiratete Knopp am 14. April 1925 die Schuldirektorin Auguste Otterbein (1877–1967). Das Ehepaar ließ sich 1936 von dem befreundeten Architekten Theodor Balzer das stattliche Wohnhaus Rheinallee 114 erbauen, wo Knopp bis zu seinem Tod im Alter von 75 Jahren wohnte. Seine Familiengrabstätte befindet sich auf dem Friedhof Heerdt.

### Laufbahn
Nikolaus Knopp beschritt eine Verwaltungslaufbahn. In den 1890er Jahren war er Verwaltungssekretär der Stadt Neuss. 1895 wählte ihn die Neusser Stadtverordnetenversammlung zum Stadtsekretär. Als Nachfolger von Josef Spickenheuer (1858–1936), der aufgrund von Meinungsverschiedenheiten mit der vorgesetzten Behörde sein Entlassungsgesuch eingereicht hatte, wurde er im Jahr 1900 zum Bürgermeister von Heerdt bestellt, einer Bürgermeisterei im Landkreis Neuß. Die politische Zukunft der Gemeinden seines Verwaltungsbezirks sah er in einer stärkeren Anbindung an die prosperierende Stadt Düsseldorf. So ermunterte er landbesitzende Bauern zum Verkauf des Ackerlandes zu Stadtentwicklungszwecken an die Rheinische Bahngesellschaft und betrieb in Verhandlungen mit Wilhelm Marx die Eingemeindung von Heerdt, Nieder- und Oberkassel sowie Oberlörick in die Stadt Düsseldorf, welche schließlich am 1. April 1909 verwirklicht wurde. Düsseldorf wählte ihn im selben Jahr zu ihrem Beigeordneten, ein Amt, das er bis 1931 ausübte. Eine seiner Aufgaben war die Entwicklung von günstigem Wohnungsbau für städtische Bedienstete.
Eine besondere Rolle fiel ihm am Ende des Ersten Weltkriegs zu. Als sich gemäß dem Waffenstillstand von Compiègne eine Besetzung der linksrheinischen Stadtteile von Düsseldorf durch französische Truppen abzeichnete, übertrug der Düsseldorfer Oberbürgermeister Adalbert Oehler am 27. November 1918 seinem Beigeordneten Knopp vorsorglich die Obliegenheiten der Ortsbehörde für die linksrheinischen Stadtteile mit Sitz in Oberkassel. Von der Besetzung am 4. Dezember 1918 bis zur Räumung des linksrheinischen Gebietes am 31. Januar 1926 bestand dort ein eigenständiges Bürgermeisteramt mit allen wesentlichen Aufgaben einer Stadtverwaltung. Zur Vertretung der Bürgerschaft waren zunächst zwölf Vertrauensleute bestellt, an deren Stelle im Mai/Juni 1919 ein von der Stadtverordnetenversammlung gebildeter 24-köpfiger „Verwaltungsbeirat für den linksrheinischen Stadtteil“ trat, der bis Ende 1923 bestand. Die Zweigverwaltung Oberkassel konnte räumlich und organisatorisch an die seit 1909 bestehende Verwaltungszweigstelle der ehemaligen Bürgermeisterei Heerdt anknüpfen.

## Schriften (Auswahl)
- Denkschrift zur Einleitung der Verhandlungen über die Anträge der Stadtverwaltungen zu Düsseldorf und Neuß auf Eingemeindung von Heerdt nach Düsseldorf oder Neuß. Düsseldorf 1908.
- Die Kleinwohnungen der Stadt Düsseldorf an der Essenerstraße. Erbaut August 1912–13. Düsseldorf 1913. (digital.ub.uni-duesseldorf.de, Digitalisat)
- Das Krankenhaus der Dominikanerinnen Düsseldorf-Heerdt. Manuskript, Düsseldorf o. J. (um 1925).
- Einiges von unseren linksrheinischen Deichen aus alter und neuer Zeit. In: Verkehrs- und Verschönerungsverein (Hrsg.): Düsseldorf (linksrheinisch) in alten und neuen Tagen. Düsseldorf 1932, S. 13–28.